# Veghel (gemeente)
Veghel (uitspraakⓘ) is een voormalige gemeente in de provincie Noord-Brabant, gelegen in de Meierij van 's-Hertogenbosch.
Op 1 januari 2017 werd Veghel, samen met Schijndel en Sint-Oedenrode, samengevoegd tot de nieuwe gemeente Meierijstad. Voorafgaand werd de gemeente in 1994 samengevoegd met de gemeente Erp onder behoud van de naam Veghel. De hoofdplaats van de gemeente werd Veghel.
De gemeente telde voor de fusie 38.133 inwoners (1 april 2016, bron: CBS).

## Geografie

### Kernen

#### Woonplaatsen(BAG)
Aantal inwoners per woonplaats op 1 januari 2016:
Bron: CBS

#### Kerngebieden

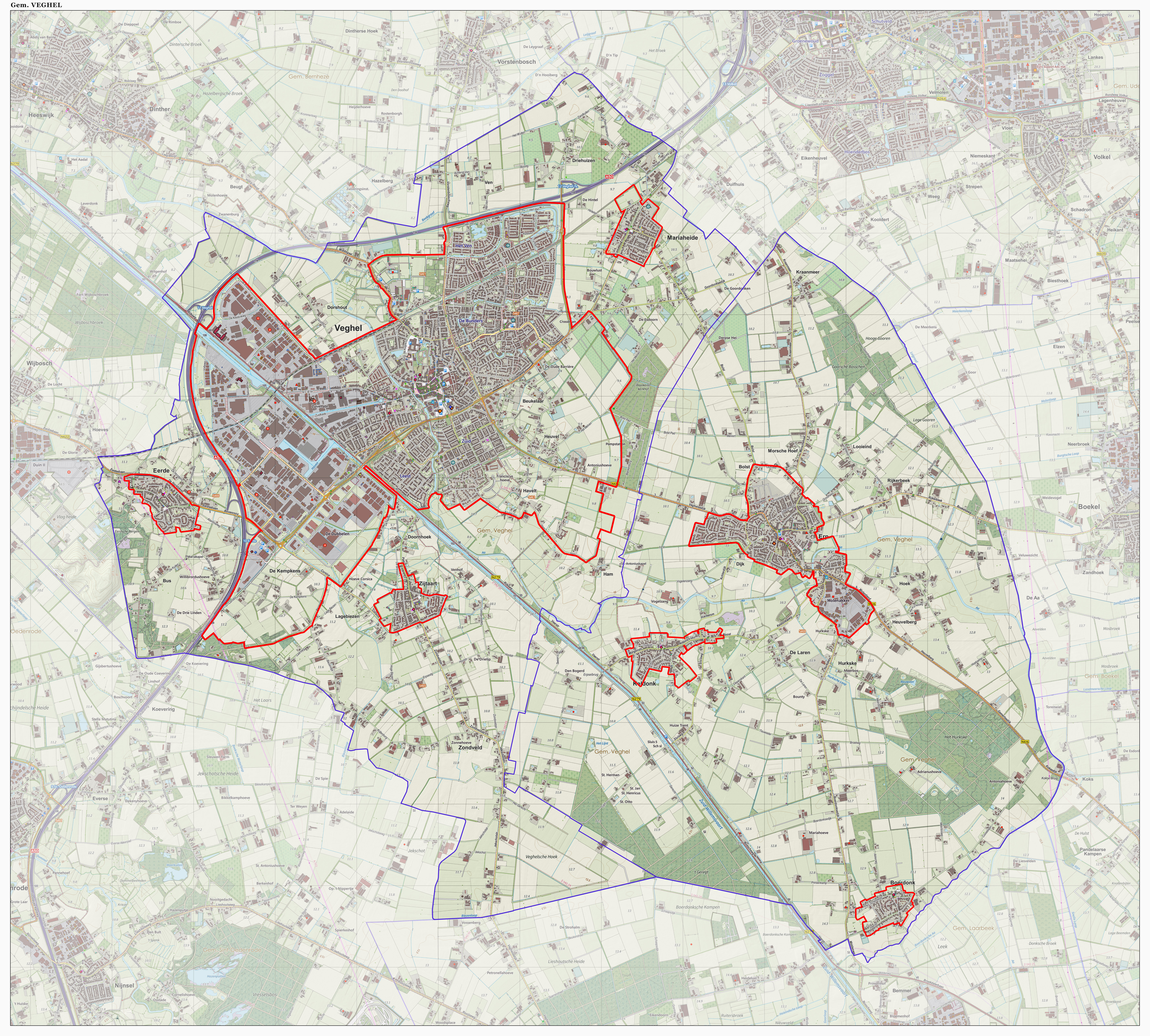
Topografische kaart van gemeente Veghel, met de woonplaatsgrenzen (blauw) en komgrenzen (rood), maart 2015

Aantal inwoners per kerngebied op 1 januari 2016:
Bron: CBS

#### Buurtschappen
Binnen de gemeente bevonden zich de volgende buurtschappen:
 Dorshout, Havelt, De Kempkens, Driehuizen, Hazelberg, Bus, Beukelaar, Heuvel en Zondveld.
Waarvan in de voormalige gemeente Erp:
Dijk, De Laren, Hurkske, Heuvelberg, Kraanmeer, Looieind, Morsche Hoef, Hoek.
Buurtschappen die van oudsher deels onder Veghel en deels onder Erp vielen:
Ham en Bolst
Door stedelijke ontwikkeling zijn de volgende buurtschappen momenteel in de kern Veghel opgegaan: Hezelaar, Leest, Middegaal, Doornhoek en 't Ven.

## Politiek
De gemeenteraad van Veghel bestond uit 25 zetels. Hieronder staat de samenstelling van de gemeenteraad van 1998 tot en met 2016:
| Gemeenteraadszetels                | Gemeenteraadszetels | Gemeenteraadszetels | Gemeenteraadszetels | Gemeenteraadszetels | Gemeenteraadszetels |
| Partij                             | 1998                | 2002                | 2006                | 2010                | 2014                |
| ---------------------------------- | ------------------- | ------------------- | ------------------- | ------------------- | ------------------- |
| Democratisch Dorpsbelang           | 7                   | 8                   | 7                   | 7                   | 6                   |
| CDA                                | 6                   | 7                   | 5                   | 6                   | 6                   |
| Hart voor Veghel*                  | 4                   | 4                   | 5                   | 5                   | 5                   |
| De Gemeentelijke Partij            | 6                   | 3                   | -                   | -                   | -                   |
| VVD                                | 2                   | 2                   | 2                   | 3                   | 3                   |
| SP                                 | -                   | -                   | 3                   | 2                   | 3                   |
| Gemeentebelangen                   | -                   | -                   | 3                   | 1                   | -                   |
| Transparant, Evenwichtig, Leefbaar | -                   | -                   | -                   | 1                   | 2                   |
| Leefbaar Veghel                    | -                   | 1                   | -                   | -                   |                     |
| Totaal                             | 25                  | 25                  | 25                  | 25                  | 25                  |
| Opkomst                            |                     |                     | 58,79%              | 53,30%              | 52,25%              |

*Ontstaan uit D66, GroenLinks en de Partij van de Arbeid.

## Economie

### Regionale functie van de gemeente
De gemeente Veghel had zich in de loop van de tijd ontwikkeld tot een groot werkgelegenheidscentrum in Noordoost-Brabant. De provincie Noord-Brabant beschouwde Veghel in haar visie als een regionaal centrum voor werkgelegenheid, dienstverlening en voorzieningen. Door de provincie werd de gemeente ingedeeld in de stedelijke regio Uden-Veghel.
Het belang van de Veghelse industrie werd onderstreept door een constant hoge notering van Veghel in de top 100 sterkste zakensteden van Nederland. De laatste 10 jaar behoorde het onafgebroken tot de beste 40 van die lijst, en in 2005 en 2006 behaalde het zelfs de 4e plaats van de 100. Daarnaast stond Veghel in de top 3 wat betreft de relatieve vertegenwoordiging van het aantal arbeidsplaatsen in topsectoren.
In totaal waren er in Veghel 2.750 bedrijven gevestigd; het aantal arbeidsplaatsen bedroeg zo'n 29.000. Ruim 60% van de werknemers woonde buiten de gemeente. Het werkloosheidspercentage van 3,4% (peildatum: 1 januari 2011) lag 1,4% lager dan het gemiddelde van de provincie Noord-Brabant, en zelfs 2% onder het landelijke gemiddelde.
Ook de buurgemeente Schijndel deelde nog altijd veel industriële en infrastructurele (A50) belangen met Veghel en versterkte met haar nabijgelegen industrieterreinen de economische kracht van de regio Veghel. In het verleden werd daarom ook wel gesproken van 'de twee-eenheid', als men refereerde aan de samenwerking tussen de gemeenten Veghel en Schijndel.

#### Grootbedrijf in Veghel
In Veghel had het grootbedrijf een groot aandeel in de werkgelegenheid van de gemeente. Een deel van die bedrijven waren familiebedrijven die gestart werden door Veghelaren, en in de loop der tijd uitgroeiden uitgegroeid tot nationale marktleiders of multinationals. Andere bedrijven kozen bewust voor de regio Veghel vanwege de goede bereikbaarheid (CHV, Kuehne + Nagel, DHL), de aanwezigheid van toeleveranciers & afnemers (Agrifirm, De Heus, FrieslandCampina), en de beschikbaarheid van arbeid (Mars Incorporated). Enkele van die bedrijven, waaronder Mars, gaven aan specifiek te hebben gekozen voor Veghel vanwege de goede infrastructuur, het gunstige ondernemersklimaat en het hoge arbeidsethos van de inwoners.
Grote bedrijven die zijn opgericht in gemeente Veghel
- Koninklijke Van den Boer Groep (1906)
- Houtbrox, Bij Koninklijke Beschikking Hofleverancier (1906)
- Coöperatieve Handelsvereniging (1915)
- Jumbo Supermarkten (1921)
- DMV International (1926)
- Hutten Catering (1929)
- Sligro Food Group (1935)
- Victoria Mengvoeders (1934)
- Vanderlande Industries (1949)
- Mars Nederland (1962)
- Van den Bosch Transporten (1964)

### Overzicht bedrijventerreinen
- De Amert

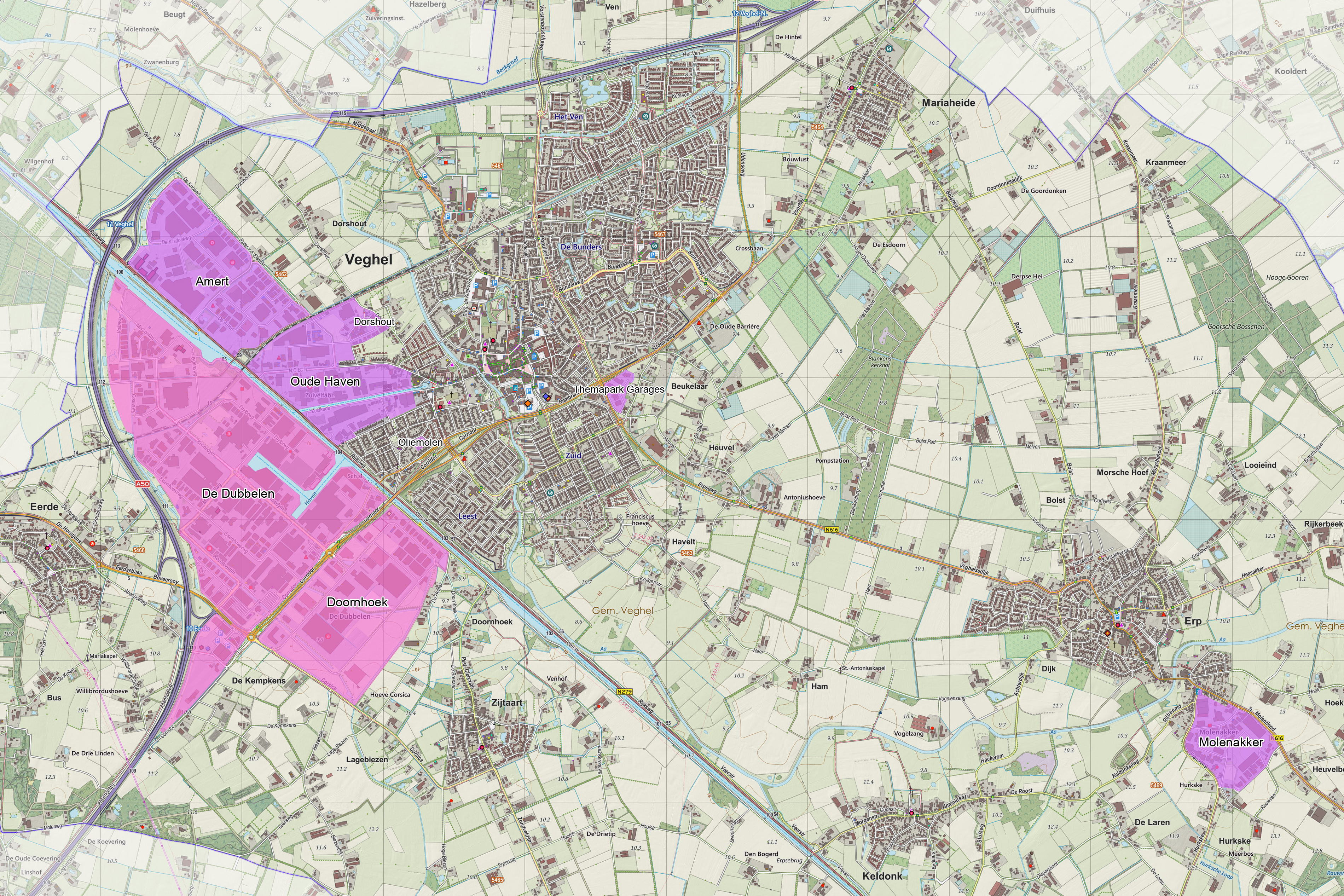
Bedrijventerreinen gemeente Veghel

- De Dubbelen (in afrondende ontwikkeling)
- Doornhoek (in ontwikkeling)
- Dorshout
- Oude Haven
- Oliemolen
- Themapark garages
- Molenakker (Erp)

### Overzicht winkelcentra
- Kernwinkelgebied (Veghel-Centrum)
- Heilig Hartplein e.o. (Veghel-West)
- De Bunders (Veghel-Oost)
- De Boekt (Veghel-Zuid)
- Noordkade (Oude Haven)
- Poort van Veghel (De Dubbelen)
- Hertog Janplein e.o. (Erp)

## Gemeenschappelijke regelingen
- Stedelijke regio Uden-Veghel.De gemeente Veghel werkte intensief aan gemeenschappelijke regelingen met buurgemeente Uden vanuit de nieuwe stedelijke regio Regio Uden-Veghel. Hiervoor werd onder andere een Intergemeentelijk Bureau Economie (IBE) opgericht. Het IBE werd ingesteld om Uden en Veghel zo veel mogelijk te laten profiteren van één gemeenschappelijk sociaal-economisch en ruimtelijk-economisch beleid.
- Masterplan De Vlagheide vormde een intermeentelijk project in samenwerking met Sint-Oedenrode en Schijndel. Doel was om het landschap bij de voormalige vuilstort De Vlagheide te versterken en een nieuwe impuls te geven met natuurontwikkeling, ecologie en toerisme.
- Het Groene Woud. Hoewel de plaats Veghel zelf niet meer tot het nationaal landschap Het Groene Woud werd gerekend, maakte het westelijk gedeelte van de gemeente, rond het dorp Eerde, wel deel uit van dit gebied. Hier werd het oude Meierijse cultuurlandschap nog redelijk bewaard.

## Jumelage
De gemeente Veghel had een jumelage met de Duitse gemeente Goch. Het vriendschapsverdrag tussen beide plaatsen werd getekend op 25 september 1971. Grote stimulator achter de jumelage was Theodorus van den Tillaart, een Veghelse missionaris (later bisschop van Atambua op West-Timor), wiens zuster in Goch woonde.

## Gemeentewapen

Wapen van de gemeente Veghel (1817 - 1994)

Met de gemeentelijke herindeling van 1994 werd het wapen van de gemeente Veghel aangepast. Een gestileerde versie van het familiewapen van Van Erp werd aangenomen als gemeentewapen.
Het wapen van de voormalige gemeente Veghel was een samenstelling van het wapen Brabant-Limburg, de patroonheilige Sint-Lambertus en het familiewapen van Van Erp in sterk verbasterde vorm (afgebeeld als kroezen), allen in rijkskleuren (azuur en goud).

## Media

### Dagblad
- Het Brabants Dagblad was sinds 1770 de regionaal verschijnende krant, uitgegeven door Wegener en gedrukt in Best. De redactie van de editie Uden-Veghel had nog haar redactieburelen aan de Margrietstraat in Uden. Het dagblad is overgegaan op compact-formaat zoals een aantal andere landelijke en regionale titels.

### Huis-aan-huisbladen
- Stadskrant Veghel, Nieuwsblad en advertentiekrant sinds 1991. De krant verscheen tweewekelijks in de gemeente Veghel op zowel woensdag als vrijdag. Stadskrant Veghel was gevestigd aan de Hoofdstraat in Veghel. De Stadskrant Veghel is voortgekomen uit het nog immer verschijnende Udens Weekblad. Op woensdag verscheen de krant in twee of meer katernen (oplage van 41.200 ex.) en op vrijdag met het accent op het weekeinde (oplage 43.300 ex.). Verscheen zowel in broadsheet als in tabloidformaat.
- De Koerier, Weekblad voor Uden, Veghel en omstreken was een van de regionale titels van Wegener Media en de opvolger van de oorspronkelijke weekbladen van Brabant Pers (Groep) en Peel en Maasuitgevers (Cuijk). Verscheen in compact formaat op woensdag (oplage 24.000 ex.).
- Zondags Nieuws, Editie Uden/Veghel.
- Tot en met de 100e jaargang in 2002 verscheen ook nog de Veghelse Courant, oudste weekkrant van Veghel en omgeving en lang uitgegeven door uitgeverij Bek. Door hevige concurrentie door uitgeefgroep 'De Winter media groep' uit Uden (onder andere uitgever van de Stadskrant Veghel) is de krant ter ziele gegaan.

### Omroep
- Stichting Lokale Omroep Veghel-Uden (SLOVU) en is licentiehouder van de Lokale Omroep voor Uden en Veghel: SkyLine FM/SkyLine TV.
- De regionale omroep is Omroep Brabant.

## In het nieuws

### 2008
- Rond 11 januari 2008 ging gemeentesecretaris Rick Maas met verlof c.q. werd op non-actief gesteld naar aanleiding van een vertrouwensbreuk met de ambtelijke organisatie en al dan niet uitgelekte publicaties in de regionale media (onder andere Brabants Dagblad) daarover. Na onderhandelingen kreeg hij per 1 juni 2008 eervol ontslag. Maas werkte midden jaren 1990 in Prinsenbeek als gemeentesecretaris en verkaste vlak voor de herindeling van 1997 naar Breda waar hij hoofd communicatie werd. In 2001 begon hij als gemeentesecretaris van Heemskerk en op 1 juli 2005 trad hij aan in Veghel, waar hij al per 14 april 2008 werd opgevolgd door een interim-gemeentesecretaris van buiten, Jo Horn, welke totdien bezig was als interim-gemeentesecretaris van Moerdijk.
- op 20 mei 2008 trok de VVD-Veghel haar eigen wethouder uit het College van B. & W. terug en op 21 mei stapten de resterende vier wethouders op.
- op 22 mei 2008 maakte Arno Frankfort bekend af te treden als VVD-burgemeester van de gemeente Veghel per 1 juli 2008. De aanleiding hiervan lag in een rapportage over de organisatie, verhoudingen, bestuurlijke aansturing en ontstane cultuur ten gemeentehuize.
- mei/juni 2008: er was een demissionair Dagelijks Bestuur van de gemeente Veghel en er vonden (nieuwe) coalitie-onderhandelingen plaats welke naar verwachting voor het zomer-reces zijn/worden afgerond.

## Monumenten
In de gemeente waren een aantal rijksmonumenten en oorlogsmonumenten, zie:
- Lijst van rijksmonumenten in Veghel
- Lijst van gemeentelijke monumenten in Veghel
- Lijst van oorlogsmonumenten in Meierijstad

## Bekende inwoners

### Geboren in gemeente Veghel
Personen die zijn geboren in gemeente Veghel, alfabetisch gerangschikt (op achternaam).
- Joos van Barneveld, voetballer
- Hans Bekx, rallycoureur
- Esther van Berkel, volleybalster
- Mounir Biyadat, voetballer
- Johannes Wessels Boer, ingenieur, directeur NS
- Petrus Nicolaas van den Boer, schilder
- Gijsbertus J.M. van den Boer, oprichter Koninklijke Van den Boer Groep
- John Boerdonk, golfprofessional
- Dillianne van den Boogaard, hockeyinternational
- Ybo Buruma, hoogleraar strafrecht
- Mehmet Dingil, voetballer
- Wim van de Donk, commissaris van de Koning van Noord-Brabant
- Rein van Duijnhoven, voetballer
- Frits van Eerd, CEO Jumbo Supermarkten
- Karel van Eerd, oprichter Jumbo Supermarkten
- Brenny Evers, voetballer
- Sjef Franssen, politicus
- Nathalie van Gent, musicalactrice
- Anky van Grunsven, dressuuramazone, drievoudig olympisch kampioen
- Richard van der Heijden, voetballer
- Hendrik Herp (omstreeks 1410), minderbroeder en auteur
- Anthony van den Hurk, voetballer
- Fons Jacobs, politicus
- Paul Jans, voetballer
- Stefan Jansen, voetballer
- Jan Olphert de Jong van Beek en Donk, politicus
- Cornelis Johannes Krayenhoff, majoor-ingenieur[11][12]
- Jhr.Mr. E.J.C.M. de Kuijper, commissaris van de Koning
- Youssef Laaroussi, voetballer
- Jo van Lokven, politica
- Theo Lucius, voetballer
- Jan van Maasakkers, politicus
- Alexander Mols, voetballer
- Mirjam Müskens, vice-wereldkampioen taekwondo in 1999 en olympisch deelneemster in 2000
- Marieke Niestadt, televisiepresentatrice[13]
- Gwen van Poorten, televisiepresentatrice
- Siham Raijoul, televisiepresentatrice Jeugdjournaal
- Paulus Philippus Rink, schilder, tekenaar en lithograaf
- Koen Schoots, dirigent
- Ton Smits, cartoonist en striptekenaar
- Earnest Stewart, voormalig voetballer, technisch directeur AZ Alkmaar
- Hubertus van Stiphout, rooms-katholieke geestelijke en kanunnik te Airdrie, Schotland[14][15]
- Strick van Linschoten, adellijk geslacht
- Theodorus van den Tillaart, bisschop van Atambua, West-Timor
- Theo Verbruggen, journalist, radio- en televisieverslaggever en televisiepresentator
- Christel Verstegen, boogschutter
- Erwin Verstegen, boogschutter
- Thijs Verhagen, wereldkampioen veldrijden bij de beloften 2002
- Jos Verhulst, tafeltennisser
- Job Vissers, ex-profwielrenner
- Marije Vlaskamp, journaliste RTL Nieuws en Algemeen Dagblad
- Hella van der Wijst, televisiepresentatrice
- Fred van Zutphen, boogschutter

### Woonachtig in gemeente Veghel
Inwoners of voormalig inwoners van gemeente Veghel, maar die er officieel niet zijn geboren.
- Dominicus Blankenheym, politicus
- Johannes Bluyssen, rooms-katholieke geestelijke
- Frans Erens, criticus en prozaschrijver
- Gwénaël Gaussand, Franse bioloog
- Ad Hermes, politicus
- Ies Keijzer, politicus
- Theo the King, zanger en gitarist
- Theo Maassen, cabaretier en acteur
- Stella Maessen, zangeres
- Miriam Oremans, ex-proftennisster
- Abel Slippens, oprichter Sligro
- Patrick Stoof, acteur
- Abraham Toncman, rabbijn
- Matthijs Verhofstadt, orgelbouwer
- Harrie van Weegen, politicus
- Franciscus de Wijs, rooms-katholieke geestelijke
- Coosje Wolters, eerste Nederlandse vrouw die motorfietsrijbewijs haalde